# Stanisław Ożarowski

Herb Rawicz

Stanisław Ożarowski herbu Rawicz (ur. 1767, zm. 2 października 1837) – powstaniec kościuszkowski.
Syn Piotra, ostatniego hetmana wielkiego koronnego i Elżbiety Pac, córki Piotra, starosty pińskiego. Brat Jerzego, cześnika koronnego i Kajetana, generała-majora. Przyrodni brat Adama, generała kawalerii i Wiktora, misjonarza kameduły. Nie ożenił się, był bezpotomny.
Walczył w czasie powstania kościuszkowskiego jako szef 6 Regimentu Pieszego Łanowego. 
Pochowany został w Brzózie w powiecie radomskim.